# Pascale Petit (actrice)
Pour les articles homonymes, voir Pascale Petit et Petit.
Anne-Marie Petit, dite Pascale Petit, est une actrice et chanteuse française née le 27 février 1938 dans le 14e arrondissement de Paris.

## Biographie
Pascale Petit passe son enfance et son adolescence à Vaires-sur-Marne. Elle a un frère et une sœur, tous deux décédés, en 2006 et 2014. Leur dépouille repose près de la tombe de leur grand-mère, dans le cimetière cette même ville.
En 1956, mariée à l'acteur Jacques Portet (1927-2003), dont elle divorce en 1960 , elle travaille dans le salon de coiffure Carita où elle est remarquée par une cliente, l'actrice Françoise Lugagne, alors épouse du réalisateur-acteur Raymond Rouleau, et c'est sous la direction de celui-ci qu'elle fait ses débuts au cinéma dans Les Sorcières de Salem (1957).
Mais c'est avec sa prestation dans le film de Marcel Carné, Les Tricheurs qu'elle acquiert la notoriété au point de se voir décerner, elle qui ne suivit jamais la moindre formation de comédienne, le prix Suzanne-Bianchetti 1958 attribué annuellement à une jeune actrice française prometteuse. À la sortie du film, elle est vue comme l'une des actrices les plus talentueuses du moment, son naturel et sa spontanéité l'emportant sur les actrices plus classiques qui tournaient alors. Georges Sadoul la classe même parmi les « quatre acteurs supérieurement doués » de l'époque.

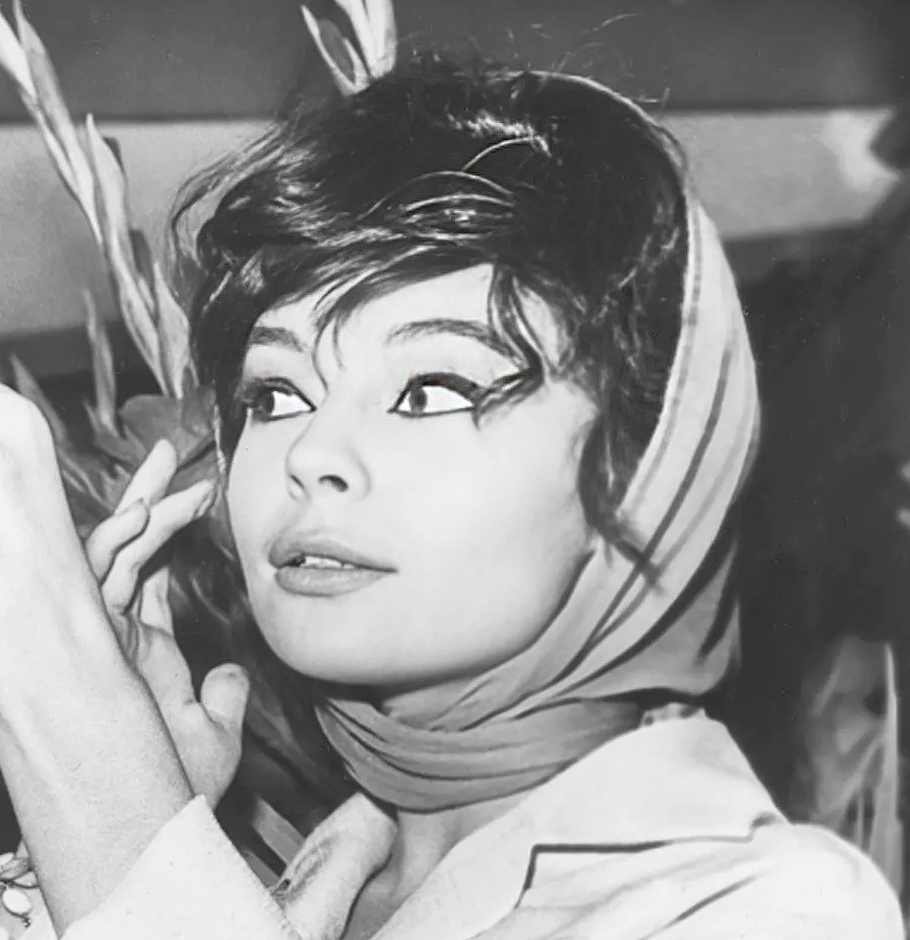
Pascale Petit en 1959 (en Italie).

En 1959, lors du Festival de Moscou, elle fait la connaissance du poète et comédien Giani Esposito et l'épouse plus tard, durant le tournage du film Une fille pour l'été. Avant de divorcer, le couple a eu une fille, Nathalia , dite Bojidarka, née en 1963. Sous le nom de Douchka, elle est devenue, à vingt ans, ambassadrice des productions Disney France, pour lesquelles elle a enregistré de nombreux disques destinés à la jeunesse. Pendant le mariage est née Mickaëla (1966), issue de la relation de sa mère avec Ray Danton.
Au milieu des années 1960, la carrière cinématographique de Pascale Petit se réoriente vers des productions de série B, notamment allemandes et italiennes, qui la font oublier en France.

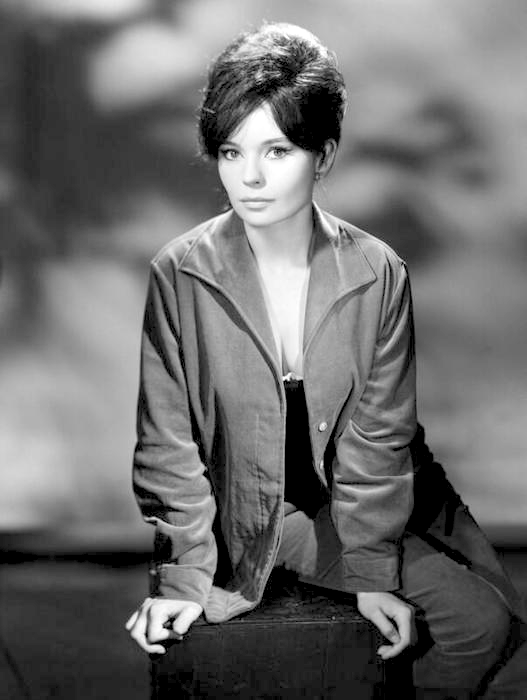
Pascale Petit en 1959 (Studio Harcourt).

Elle tente un retour sur la scène française, tant au cinéma (Chronique d'un couple, 1971) que dans la chanson (Il ne reste que moi, 1973), sans toutefois renouer avec le succès. Elle publie en 2022 un livre de souvenirs intitulé Une vie sans tricher.

## Filmographie

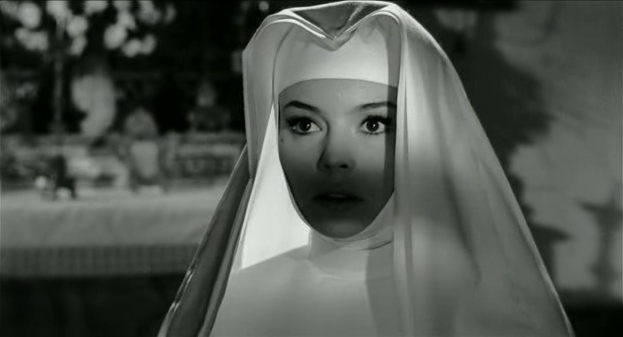
Pascale Petit en religieuse dans La Novice (1960).

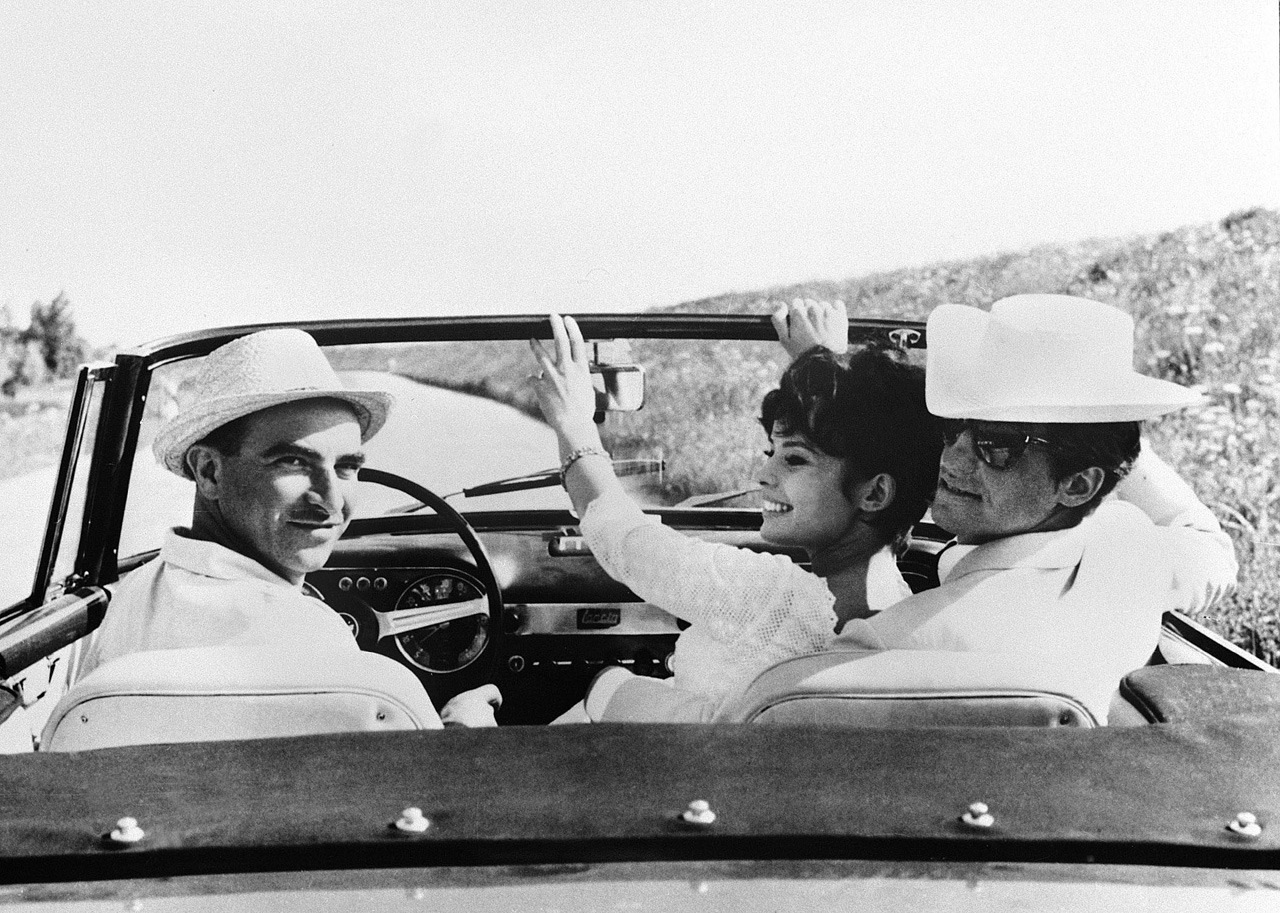
Pascale Petit avec Jean-Paul Belmondo en 1960.

### Cinéma
- 1956 : Les Sorcières de Salem de Raymond Rouleau : Mary Warren
- 1956 : Tahiti ou la Joie de vivre de Bernard Borderie
- 1958 : Une vie d'Alexandre Astruc : Rosalie
- 1958 : Les Tricheurs de Marcel Carné : Mic
- 1959 : Julie la Rousse de Claude Boissol : Julienne Lefebvre/Sa nièce
- 1959 : Faibles Femmes de Michel Boisrond : Agathe
- 1960 : Vers l'extase de René Wheeler : Catherine
- 1960 : La Novice (Lettere di una novizia) d'Alberto Lattuada : Margarita Passi
- 1960 : Une fille pour l'été d'Édouard Molinaro : Manette
- 1960 : L'Affaire d'une nuit d'Henri Verneuil : Christine Fiesco
- 1961 : Les Démons de minuit de Marc Allégret et Charles Gérard : Daniele
- 1961 : La Croix des vivants d'Ivan Govar : Maria
- 1962 : Bande de lâches (Un branco di vigliacchi) de Fabrizio Taglioni (it)
- 1962 : Cléopâtre, une reine pour César (Una regina per Cesare) de Piero Pierotti et Victor Tourjansky : Cléopâtre
- 1964 : Comment épouser un Premier ministre de Michel Boisrond : Marion
- 1964 : Les Siffleurs (Viheltäjät) d'Eino Ruutsalo : elle-même
- 1965 : Corrida pour un espion de Maurice Labro : Pilar Perez
- 1965 : Un soir à Tibériade d'Hervé Bromberger : Mme Pronti
- 1966 : Le Carnaval des barbouzes (Gern hab' ich die Frauen gekillt) de Alberto Cardone, Louis Soulanes, Sheldon Reynolds et Robert Lynn : Lotty
- 1965 : Duel à la vodka (Zwei Girls vom roten Stern) de Sammy Drechsel (de) : Anja Petrovna
- 1967 : Fast ein Held (de) de Rainer Erler (de) : Hélène
- 1967 : Mieux vaut faire l'amour (Susanne, die Wirtin von der Lahn) de Franz Antel : Caroline
- 1968 : Les Mercenaires de la violence (Die große Treibjagd) de Mel Welles : Maria
- 1968 : Oui à l'amour, non à la guerre (Frau Wirtin hat auch einen Grafen) de Franz Antel : Duchesse Elisa
- 1968 : Ringo cherche une place pour mourir (Joe... cercati un posto per morire!) de Giuliano Carnimeo : Lisa Martin
- 1969 : Les Guerriers de l'enfer (I diavoli della guerra) de Bitto Albertini : Jeanine Rausch
- 1970 : Les Mantes religieuses (Die Weibchen) de Zbyněk Brynych : Miriam
- 1971 : Chronique d'un couple de Roger Coggio : Nathalie Cantel
- 1972 : Boccace raconte (Boccaccio) de Bruno Corbucci : Giletta
- 1972 : Une nuit mouvementée (Quante volte... quella notte) de Mario Bava : Esmeralda
- 1973 : Le Petit Cow-boy (Küçük kovboy) de Guido Zurli : Maureen
- 1973 : Gli amici degli amici hanno saputo de Fulvio Marcolin : Renata
- 1975 : Le dolci zie  de Mario Imperoli : Benedetta Chiappala
- 1981 : Une saison de paix à Paris (Sezona mira u Parizu) de Predrag Golubović
- 1985 : Une étrange histoire d'amour (A strange love affair) de Eric de Kuyper et Paul Verstaten : Ann
- 1986 : L'Agression (Der angriff) de Theodor Kotulla (de) : Ilse Trapmann
- 1988 : Sans défense de Michel Nerval : Mireille Rampin
- 1992 : Ville à vendre de Jean-Pierre Mocky : Fernande Boulard

### Télévision
- 1970 : Berlin Affair de David Lowell Rich (téléfilm) : Wendi
- 1974 : Nucleo centrale investigativo de Vittorio Armentano (mini-série télévisée), épisode 2 : la fille du cirque
- 1974 : Un curé de choc (série télévisée) de Philippe Arnal, épisode 4 Comme chien et chat : Maria
- 1975 : Christine (série télévisée) : L'espionne
- 1984 : Dernier Banco de Claude de Givray (téléfilm) : Jenny
- 1986 : Catherine, il suffit d'un amour (série télévisée) : Sara la noire
- 1987 : La Liberté Stéphanie (série télévisée) : Liliane
- 1987 : Cinéma 16 (série télévisée), épisode Le Buvard à l'envers de Pierre Boutron : Irène
- 1988-1991 : Paparoff (série télévisée) : Simone Maurer
- 1990 : Mademoiselle Ardel de Michael Braun (téléfilm) : Solange Guichard
- 1991 : Cas de divorce (série télévisée), épisode Sanchez contre Sanchez : Claire Sanchez
- 1991-1992 : Riviera (série télévisée) : Antoinette
- 1992 : Le Réveillon, c'est à quel étage? de Serge Korber (téléfilm) : Karine
- 1996 : La Nouvelle Tribu de Roger Vadim (mini-série télévisée) : Delphine
- 1997 : Un coup de baguette magique de Roger Vadim (téléfilm) : Delphine
- 2001 : Sous le soleil (série télévisée), saison 6, épisode 37 L'Esprit de famille de Sylvie Ayme : Madame Dumont
- 2023 : Pax Massilia d'Olivier Marchal (série télévisée) : Jackie Murillo

## Théâtre
- 2007 : Tout feu tout femme de Bruno Druart, mise en scène Jean-Pierre Dravel et Olivier Macé, tournée France, Belgique, Suisse, Luxembourg ....
- 2010 : Le Fantôme de l'Opéra de Gaston Leroux, mise en scène Henri Lazarini, Théâtre 14 Jean-Marie Serreau